# Dmitri Ustritski
Dmitri Ustritski (né le 8 mai 1975 à Tallinn en RSS d'Estonie) est un footballeur international estonien ayant joué dix-sept fois pour son pays.

## Carrière

### Débuts
Dmitri infiltre l'équipe professionnel du Tallinna Sadam en 94/95 où il obtient du temps de jeu, marquant ses neuf premiers buts en pro. L'année suivante, il remporte son premier trophée, celui de la coupe d'Estonie et remporte une nouvelle fois cette coupe l'année suivante.

### Transfert à Viljandi
Après la saison 97/98, Ustritski rejoint le Tulevik Viljandi et par la même occasion, obtient sa première sélection en équipe nationale. En 1999 et 2000, il échoue deux fois en finale de la coupe d'Estonie. Malgré de très bonnes performances, il est prête au FC Valga durant la saison 2003.

### Fin de carrière
En 2004, Dmitri joue la moitié des matchs de la saison et doit attendre 2005 pour faire une saison complète. En 2006, il ne joue que six matchs et décide de se retirer du football professionnel. On le revoit deux ans plus tard, avec une équipe de quatrième division estonienne.